# Ornitolest
Ornitolest (Ornitholestes hermanni) – niewielki teropod, którego nazwa oznaczona „ptasi złodziej” (gr. ορνις ornis, ορνιθος ornithos „ptak”; λῃστης lēistēs „złodziej, rabuś”, od λῃστευω lēisteuō „kraść”). Występował on w późnej jurze na terenach Ameryki Północnej (będącej w późnej kredzie częścią Laurazji). Znany z niekompletnego szkieletu ze zmiażdżoną czaszką, znalezionego w Bone Cabin Quarry niedaleko od Medicine Bow w Wyoming w 1900. Później przypisane do niego skamieliny w rzeczywistości należą do innych dinozaurów. Obecnie do rodzaju Ornitholestes zalicza się tylko jeden gatunek – O. hermanni. Jego epitet gatunkowy honoruje Adama Hermanna – pracującego w Amerykańskim Muzeum Historii Naturalnej preparatora.

## Materiał kopalny

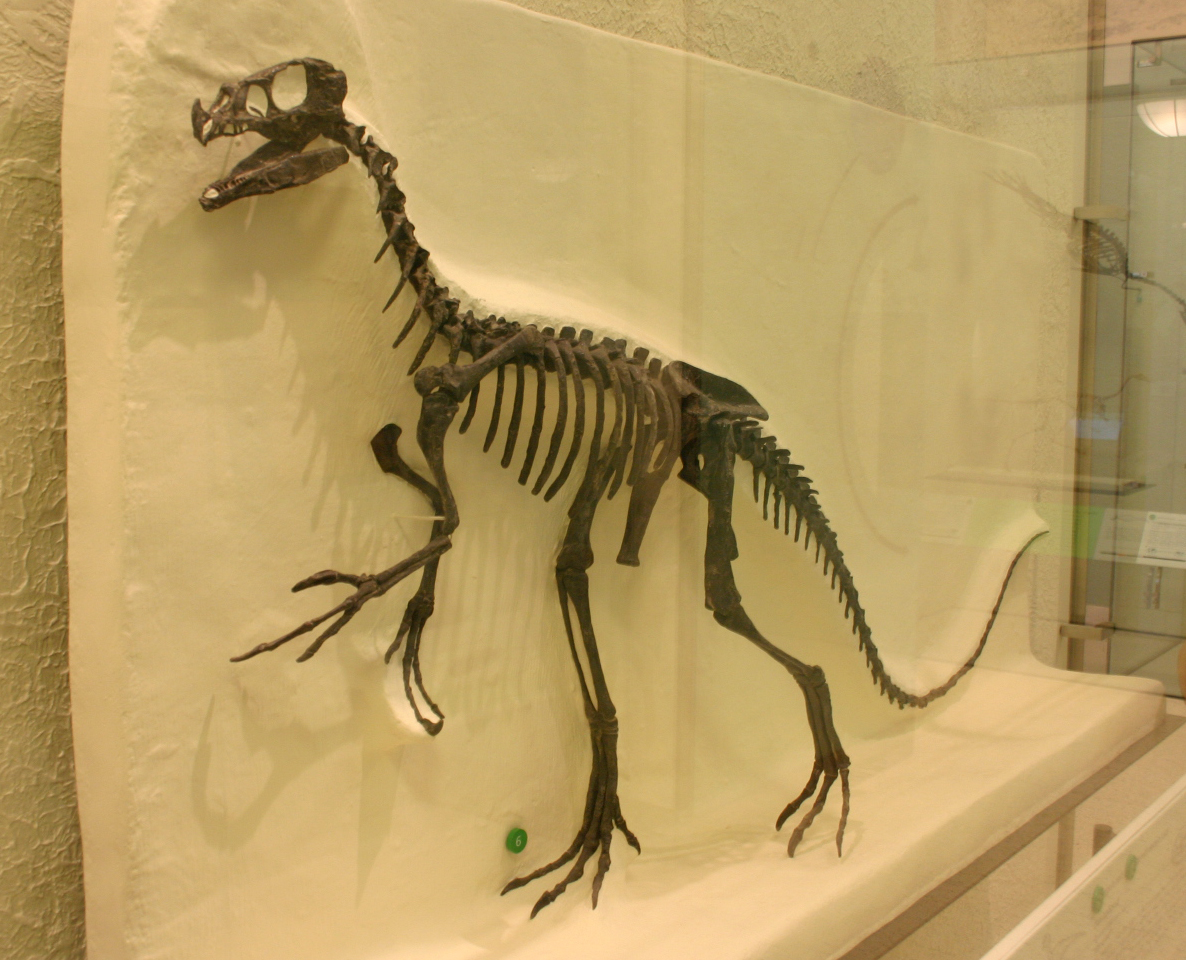
szkielet ornitolesta (American Natural History Museum)

Holotyp oznaczony jako AMNH 619 składa się z czaszki (138 mm), żuchwy, trzech kręgów szyjnych (trzeciego, czwartego i szóstego), kręgów grzbietowych (pierwszego, drugiego, trzeciego, siódmego, ósmego, dziewiątego, dziesiątego, jedenastego, dwunastego i trzynastego), trzech kompletnych kręgów piersiowych (pierwszego, czwartego i piątego), dwóch niekompletnych kręgów piersiowych (drugiego i trzeciego), dwóch bliższych kręgów ogonowych i osiemnastu dalszych, dwunastu szewronów, kości ramieniowych (124 mm), jednej kompletnej kości promieniowej (84 mm), fragmentów drugiej kości promieniowej, fragmentu kości łokciowej, kości śródręcza I, falangi I-1, pazura ręki I, falangi II-2, pazura ręki II, kości biodrowej (162 mm), niekompletnej kości łonowej, kości kulszowej (152 mm), niekompletnej kości udowej, bliższej kości strzałkowej, kości stępu, pazura stopy I, kości śródstopia II (109 mm), falangi II-1, falangi III-2, pazura stopy III, kości śródstopia IV (113 mm), falangi IV-1, falangi IV-3, falangi IV-4, pazura stopy IV.
Ów materiał kopalny należy do mierzącego ok. 2,08 m i ważącego 12,6 kg osobnika. Został on znaleziony w Salt Wash Member, formacji Morrison w Wyoming i pochodzi ze środkowego kimerydu. Osborn (1903) przypisał do tego dinozaura także niekompletną dłoń oznaczoną jako AMNH 587, jednak obecnie uznaje się ją za należąca do tanikolagreza. Niekompletny szkielet uznano przez Milesa i innych (1998) za należący do celura może w rzeczywistości należeć do ornitolestesa. Jednak Carpenter i inni w 2005 na jakie podstawie opisali tanikolagreza.

## Budowa
Ornitolest był niewielkim mierzącym ok. 2 m dinozaurem mięsożernym. Czaszka ornitolesta była stosunkowo niewielka, ale masywniejsza i silniejsza niż u innych małych teropodów jak kompsognat czy celofyz i umożliwiało odrywania sporych kęsów. Gregory S. Paul przedstawiał ornitolesta z niewielkim grzebieniem na pysku przypominającym tego występującego u proceratozaura, jednak Carpenter i inni (2005) udowodnili, że ów grzebień jest w rzeczywistości uszkodzoną kością nosową. Podobnie jak większość teropodów ornitolest posiadał długi ogon, mogący służyć do utrzymania równowagi.

## Klasyfikacja
Pozycja systematyczna ornitolestesa jest niepewna. Zdaniem niektórych badaczy jest on bazalnym celurozaurem. Senter i inni (2007) uznają ornitolesta za bazalnego maniraptora. W ciągu lat podobnie jak wiele innych małych celurozaurów o niepewnej pozycji systematycznej został wliczany do rodziny Coeluridae, choć nie ma dowodów świadczących o tym, że ornitolest faktycznie tworzy klad z innymi teropodami zaliczonymi do tej grupy.

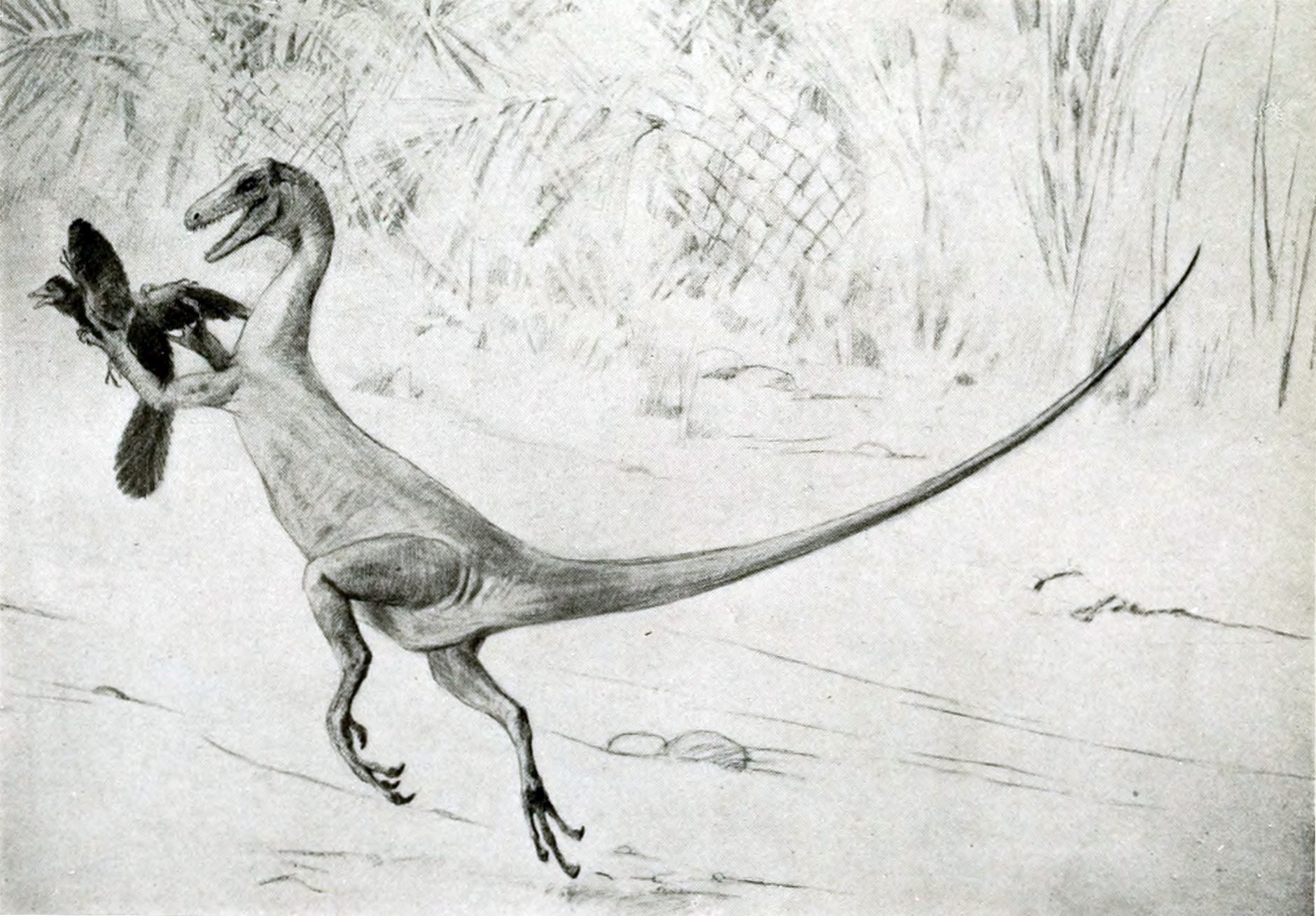
ornitolest upolował archeopteryksa – obraz Charlesa Knighta

## Dieta
Ostre zęby ornitolesta świadczą o jego mięsożerności, choć jego dokładniejsza dieta jest obiektem sporów. Osborn w wydanym w 1903 r. opisie ornitolestesa uznał, że mógł on polować na współczesne mu ptaki, uznając go za „szybkiego drapieżnika mogącego zwinne i delikatne zdobycze”. Jako dowód na to powołał się na budową ręki, jednak w 1917 uznał, że nie była ona w rzeczywistości do tego zdolna. Robert T. Bakker stwierdził, że ornitolest żywił się głównie maleńkimi mezozoicznymi ssakami.

## Ornitolest w kulturze masowej
Ornitolest występujący w serialu „Wędrówki z dinozaurami: Czas tytanów”. Jest tam przedstawiony jako leśny drapieżnik, żywiący się głównie małymi ssakami i jaszczurkami. W tym serialu rabuje on gniazda diplodoków, a następnie próbuje pożreć młodych przedstawicieli tego rodzaju. Ornitolest pojawia się również w innym serialu z tej serii – „Balladzie o Wielkim Alu”. W tym serialu próbuje on upolować młode allozaury, jednak z powodu obecności w ich pobliżu ich matki rezygnuje z tego zamiaru. Jednak obraz tego niewielka teropoda w serii „Wędrówki z dinozaurami” nie jest od końca prawidłowy. Przede wszystkim jako celurozaur powinien być pokryty piórami, tymczasem w obu wymienionych wyżej serialach jest pokryty łuskami a pióra posiada jedynie w okolicy karku. Jest on tam także przedstawiony z grzebieniem umieszczonym z przodu pyska, którego naprawdę nie posiadał (jednak w czasie kręcenia serialu nie wiedziano jeszcze o tym).